# Britta C. Avgerinos

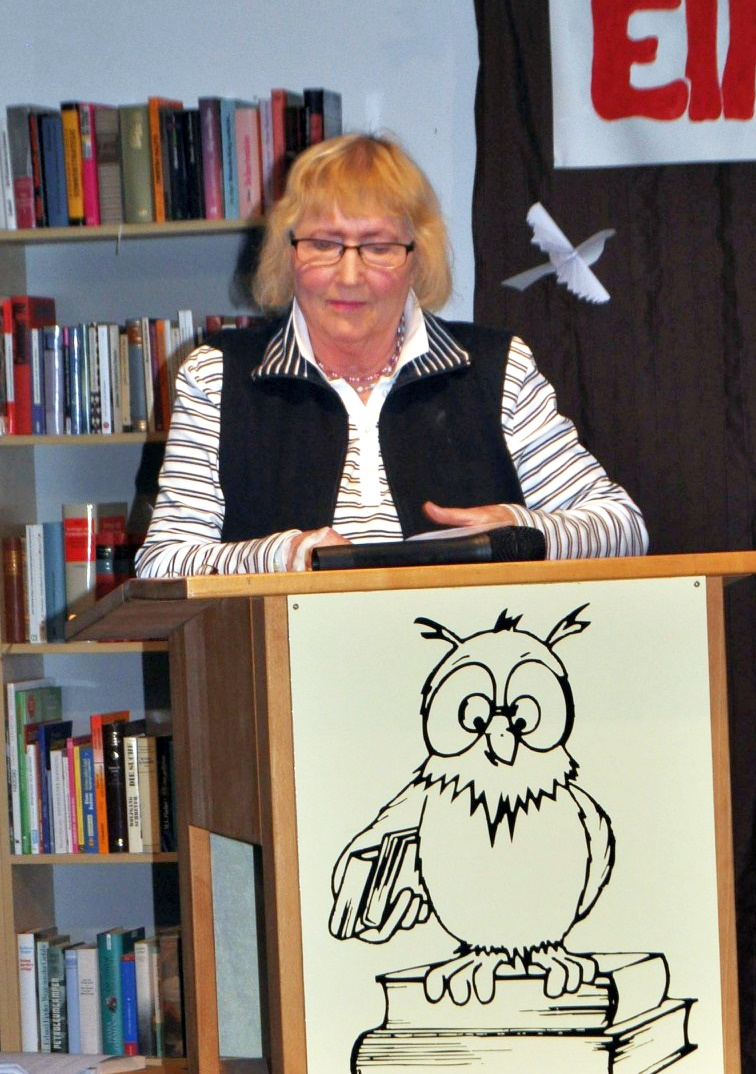
Britta Avgerinos, 2019, Lesung in Zossen-Bücherstadt Wünsdorf

Britta C. Avgerinos (* 1938 in Berlin) ist eine deutsche Schriftstellerin und Psychotherapeutin. Anfangs veröffentlichte sie auch unter dem Namen Britta Clotofski-Avgerinos.

## Leben
Seit 1976 ist sie Mitglied im Deutschen Schriftstellerverband (VS Berlin). Neben ihren eigenständigen Veröffentlichungen trat sie auch als Mitherausgeberin der Frauenbücher im Werkkreis Literatur der Arbeitswelt hervor, die im Fischer-Taschenbuch-Verlag herauskamen und bis über 50.000 Exemplare Auflage hatten.
Sie ist Gründungsmitglied der „Autoren gegen den Krieg“. Regelmäßig tritt sie seit mehreren Jahren in dieser Gruppe u. a. mit Wolfgang Fehse, Heidi Ramlow, Kostas Papanastasiou, Salean A. Maiwald, Steffen Marciniak, Bernd Kebelmann und dem Musiker Michael Z. bei Veranstaltungen vornehmlich in Berlin auf.
Sie war  mit dem Solo-Pauker der Berliner Philharmoniker und Verfasser mehrerer musiktheoretischer Bücher, Gerassimos Avgerinos (1907–1987) verheiratet.

## Veröffentlichungen
- Ins Leben gerufen – kein Bettelgesang. Sammlung von Gedichten. Berlin Karin Kramer, 1993. ISBN 978-3879561162
- Versunkenleben: Vier Erzählungen aus der Zeit von 1945–2000. Berlin Karin Kramer, 2004. ISBN 978-3879562954
- Ursel: Wohin gehen wir auf Erden, wenn wir den Weg nicht kennen… Berlin: Autorenverlag, Books on Demand, 2016. ISBN 978-3837008791

## Herausgeberschaften
- Liebe Kollegin: Texte zur Emanzipation der Frau in der Bundesrepublik. Frankfurt (am Main) : Fischer-Taschenbuch-Verlag, 1973. ISBN 978-3436017200
- Für Frauen: Ein Lesebuch. Frankfurt (am Main) : Fischer-Taschenbuch-Verlag, 1979. ISBN 978-3596221738
- Ich steh' auf und geh' raus. Frauen erzählen. Frankfurt am Main : Fischer-Taschenbuch-Verlag, 1984. ISBN 978-3596252831